# Spinochlamys macropus
Spinochlamys macropus är en skalbaggsart som beskrevs av Benderitter 1921. Spinochlamys macropus ingår i släktet Spinochlamys och familjen Rutelidae. Inga underarter finns listade i Catalogue of Life.